# Skandaltsi
Skandaltsi (en macédonien Скандалци) est un village de l'est de la Macédoine du Nord, situé dans la municipalité de Chtip. Le village ne comptait aucun habitant en 2002.